# Gaiziņkalns
Le Gaiziņkalns (également Gaizins), situé à une altitude de 312 mètres, est le point culminant de Lettonie. Il est situé à proximité de la ville de Madona.
Bien que situé à une altitude relativement basse, le Gaiziņkalns a développé dès les années 1920 une station de ski comprenant trois pistes, cinq remontées mécaniques et plusieurs pensions.
Une première tour fut construite il y a près de deux siècles, puis une nouvelle en 1930 qui brula en 1944. L'armée construisit ensuite une nouvelle tour trigonométrique.
Afin de rivaliser avec le point culminant de son voisin estonien, le Suur Munamägi qui culmine à 318 m, la construction d'une nouvelle tour surplombant le Gaiziņkalns fut commencée en 1978. Bien que les travaux de la tour ne fussent jamais terminés, la tour de briques rouges devint une attraction pour beaucoup de touristes jusqu'à ce qu'elle ferme définitivement en raison d'un risque important de sécurité. Le 14 décembre 2012, sa destruction à l'explosif fut réalisée, et les décombres enlevés. Une nouvelle tour est en projet, toutefois en 2017 rien n'avait encore été réalisé.
Le sommet même est donc laissé à son aspect quasi naturel, avec une pierre à proximité signalant le sommet, ainsi qu'une petite tour rouge en bois d'une dizaine de mètres qui ne s'escalade pas. Une antenne de télécommunication a été installée en 1999 à un endroit peu avant d'atteindre le sommet, pas loin de l'arrivée d'un téléski.

## Accès
La colline est située dans la partie centrale de la Lettonie, quasiment à mi-distance entre la capitale Riga et la frontière russe. Elle est incluse dans un parc naturel.
Depuis la sortie ouest de la ville de Madona, il est nécessaire de bifurquer vers le nord pour suivre une route — encore non asphaltée en 2017 — sur près de treize kilomètres. Celle-ci passe par le lieu-dit de Zelgauska, puis arrive à la petite station de sports d'hiver du même nom, à près de 260 m d'altitude. Une route forestière — praticable en 2017 en voiture — y part, et relie le sommet en traversant les pistes de ski sur près de quatre cents mètres de distance et une dizaine de minutes de marche à pied.

## Climat
Les précipitations y sont plus importantes que dans le reste du pays, et l'hiver y commence en moyenne près de deux semaines plus tôt. La neige y demeure généralement jusque début avril.

## Protection environnementale
Le site du Gaiziņkalns est protégé et appartient au parc naturel du Gaiziņkalns, classé Natura 2000.